# Мочалино (Тверская область)
Мочалино — деревня в Западнодвинском районе Тверской области России. Входит в состав Ильинского сельского поселения.

## География
Деревня расположена в южной части района. Ближайшим населённым пунктом является деревня Лесохино.
Расстояния (по автодорогам):
- До районного центра, города Западная Двина — 66 км
- До центра сельского поселения, посёлка Ильино — 17 км

## История
На карте РККА, изданной в 1941 году деревня обозначена под названием Мачалина. Имела 40 дворов.
До 2005 года деревня входила в состав упразднённого в настоящее время Аксентьевского сельского округа.

## Население
| 2010 |
| ---- |
| 0    |

По данным переписи 2002 года, население деревни составлял 1 человек.
Национальный состав
Согласно результатам переписи 2002 года, в национальной структуре населения русские составляли 100 % от жителей.